# Opacifrons wheeleri
Opacifrons wheeleri är en tvåvingeart som först beskrevs av Arnold Spuler 1924.  Opacifrons wheeleri ingår i släktet Opacifrons och familjen hoppflugor. Inga underarter finns listade i Catalogue of Life.